# Oskar von Meerscheidt-Hüllessem

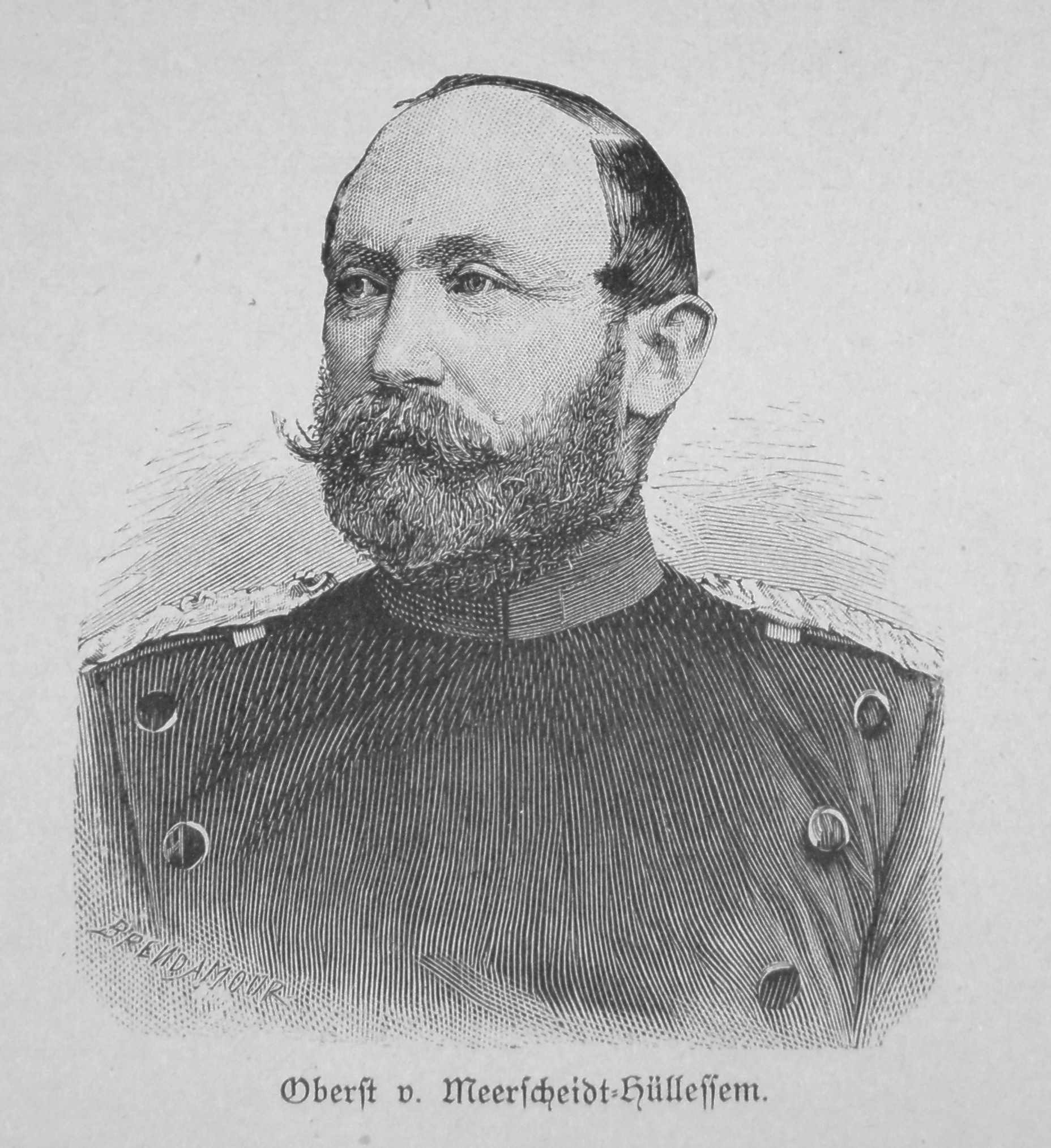
Oberst von Meerscheidt-Hüllessem um 1871

Oskar von Meerscheidt-Hüllessem

Gustav Adolf Oskar Wilhelm Freiherr von Meerscheidt-Hüllessem (* 15. Oktober 1825 in Berlin; † 26. Dezember 1895 ebenda) war ein preußischer Offizier, zuletzt General der Infanterie.

## Leben

### Herkunft
Oskar war der Sohn des Majors a. D., zuletzt im 21. Infanterieregiment, Paul Wilhelm von Meerscheidt-Hüllessem (* 6. September 1791 in Berlin; † 9. Oktober 1848 in Stargard) und dessen Ehefrau Karoline Wilhelmine Ernestine Pauline Klara, geborene von Bredow aus dem Hause Ihlow (* 28. Mai 1797 in Buchow-Karpzow; † 2. August 1835 in Küstrin).

### Militärkarriere
Meerscheidt-Hüllessem wurde ab 1838 an der Kadettenanstalt Potsdam, dann in Berlin erzogen. Auf Antrag seines Vaters am 22. August 1843 aus dem Kadettenkorps und als Fahnenjunker im 21. Infanterieregiment der Preußischen Armee angestellt. Am 23. Mai 1846 erhielt Meerscheidt-Hüllessem das Patent seines Dienstgrades, nachdem er ein Jahr zuvor bereits den Charakter als Sekondeleutnant erhalten hatte. In der Deutschen Revolution 1848 kämpfte er gegen die aufständischen Posener Polen. 1857 wurde Meerscheidt-Hüllessem zum Premierleutnant befördert und 1859 zum Hauptmann. Zunächst wurde er in das 24., dann aber durch die Neugestaltung des Heeres im Jahre 1860 in das Infanterie-Regiment Nr. 64 versetzt.
Als dortiger Kompaniechef nahm er 1864 am Krieg gegen Dänemark teil, in welchem er sich beim Sturm auf Düppel auszeichnete.
1866 kämpfte er als Major und Bataillonskommandeur im Grenadier-Regiment Nr. 5 mit dem I. Armee-Korps gegen Österreich in Böhmen. Bei Ausbruch des Krieges von 1870/71 wurde er mit der Führung des Infanterie-Regiments Nr. 41 beauftragt und 18. Januar 1871 zum Oberst und Kommandeur ernannt. Er nahm am Feldzug der I. Armee vor Metz und im nördlichen Frankreich teil. 1872 wurde Meerscheidt-Hüllessem als Kommandeur des Königin Elisabeth Garde-Grenadier-Regiment Nr. 3 in das Gardekorps versetzt und erhielt 1874 das Kommando der 11. Infanterie-Brigade in Berlin. Nachdem er zum Generalmajor befördert worden war, trat er im Oktober 1875 als Brigadekommandeur wiederum zur Garde über. 1880 war er einige Zeit Kommandant von Berlin und wurde noch im selben Jahr mit der Führung der 30. Division beauftragt.
1881 wurde Meerscheidt-Hüllessem Generalleutnant und ein Jahr später, 1882, mit dem Kommando der 28. Division betraut. Nachdem er 1886 an die Spitze des V. Armee-Korps gestellt worden war, wurde er am 14. April 1888 zum General der Infanterie und im selben Jahr zum Kommandierenden General des Gardekorps ernannt.
1878 war Meerscheidt-Hüllessem Mitglied einer mit Herstellung eines Entwurfs für eine deutsche Militärstrafgerichtsordnung beauftragten und 1888 Präses der zur Bearbeitung des Exerzierreglements für die Infanterie vom 1. September 1888 berufenen Kommission. Am 2. September 1890 wurde er Chef des Infanterie-Regiments „von Boyen“ (5. Ostpreußisches) Nr. 41. Für seine langjährigen Verdienste hatte Meerscheidt-Hüllessem am 4. September 1888 das Großkreuz des Roten Adlerordens mit Eichenlaub erhalten und wurde außerdem am 22. August 1891 zum Ritter des Schwarzen Adlerordens geschlagen.
Am 6. Mai 1893 wurde Meerscheidt-Hüllessem mit der gesetzlichen Pension zur Disposition gestellt. Er verstarb unverheiratet in Berlin und wurde auf dem dortigen Invalidenfriedhof beigesetzt.